# Guglielmo Nicola di Württemberg
Guglielmo Nicola di Württemberg (Karlsruhe, 20 luglio 1828 – Merano, 6 novembre 1896) è stato un militare austriaco.

## Biografia

### I primi anni
Cresciuto nell'ambito della famiglia regale del Württemberg, Guglielmo Nicola era figlio del principe Eugenio di Württemberg, nipote del duca Federico II Eugenio di Württemberg. Sua madre era la principessa Elena di Hohenlohe-Langenburg (1807–1880), (figlia del principe Carlo Ludovico I di Hohenlohe-Langenburg e di sua moglie, la contessa Amalia Enrichetta di Solms-Baruth). Guglielmo aveva anche tre sorellastre avute dal precedente matrimonio di suo padre con la principessa Matilde di Waldeck e Pyrmont.

### L'inizio della carriera militare e le guerre d'indipendenza italiane
Dopo aver frequentato la scuola superiore a Breslavia, Ginevra e Bonn, Guglielmo entrò a far parte dell'esercito austriaco nel 1848 come Tenente (1º reggimento di fanteria Kaiser Franz Joseph di stanza a Vienna). Durante la Prima guerra d'indipendenza italiana (1848–1849) venne ferito diverse volte nei combattimenti ed in riconoscimento del suo coraggio, il feldmaresciallo Joseph Radetzky von Radetz lo promosse Capitano nel 45º reggimento di fanteria.
Nel 1853 divenne Maggiore, tra il 1857 ed il 1859 fu Tenente Colonnello e quindi Colonnello comandante del 27º reggimento di fanteria Re dei Belgi. Egli combatté nella Seconda guerra d'indipendenza italiana nella Battaglia di Magenta, impressionando i suoi superiori tra cui il Maggiore Generale Wilhelm Ramming ed il Feldmaresciallo Luogotenente Eduard Clam-Gallas. La sua fama raggiunse anche i suoi nemici al punto che i generali francesi Gustave Lennes e Pierre Louis Charles de Failly lo menzionarono più volte nei loro scritti.
Nel 1866 prese parte alla Guerra austro-prussiana col grado di Maggiore Generale e la sua brigata prese parte alle battaglie di Königgrätz, Swiepwalde, Blumenau e Bratislava.
Dopo la campagna, egli giunse con la sua brigata a Trieste e nel 1869 divenne comandante dell11ª divisione di fanteria di stanza a Praga, mentre il 24 ottobre di quello stesso anno venne promosso Feldmaresciallo Luogotenente. Nel 1878 combatté nuovamente nella Guerra russo-turca.

### La conquista della Bosnia e dell'Erzegovina
Nel 1878, durante l'occupazione austriaca della Bosnia e dell'Erzegovina, egli combatté per parte austriaca agli scontri di Rogelj e Jajce. Per via del suo status di servizio sempre eccezionale, l'imperatore Francesco Giuseppe d'Austria lo nominò Feldzeugmeister e gli affidò il comando generale del 18º corpo d'armata. Il suo compito fu quello di sottomettere l'area est della Bosnia e riportare pace nell'area. Nel 1878, ad operazione completata, ebbe anche il compito di organizzare militarmente e politicamente le due aree sottomesse come Governatore di Bosnia ed Erzegovina sino al 1881.
Come governatore egli ebbe il pregio di sviluppare molte vie di comunicazione, sia per praticità militare che per interesse economico della regione. Egli riformò inoltre il sistema scolastico, quello dell'amministrazione pubblica e la giustizia.

### Gli ultimi anni
Nel 1883 Guglielmo venne nominato comandante generale del XI corpo di stanza a Leopoli. Nel 1889 egli divenne comandante del 3º corpo d'armata di stanza a Graz e nel 1891 si ritirò definitivamente dalla carriera militare dopo la morte del re Carlo I di Württemberg e, dal momento che il suo successore Guglielmo II non ebbe figli, Guglielmo divenne anche erede presuntivo al trono di Württemberg.
Guglielmo venne inoltre nominato Generale di Fanteria nel Württemberg e divenne colonnello onorario del 123º reggimento granatieri "Re Carlo" e del 13º reggimento di fanteria di Herwarth Bittenfeld nell'esercito della madrepatria.
Morì a Merano il 6 novembre 1896, dopo che si era ritirato a vita privata.

## Ascendenza
|                                          |                                           |                                         | Genitori                                  |  |  | Nonni |  |  | Bisnonni                           |  |  | Trisnonni                         |  |
|                                          |                                           |                                         |                                           |  |  |       |  |  | Federico II Eugenio di Württemberg |  |  | Carlo I Alessandro di Württemberg |  |
|                                          |                                           |                                         |                                           |  |  |       |  |  | Federico II Eugenio di Württemberg |  |  | Carlo I Alessandro di Württemberg |  |
|                                          |                                           | Maria Augusta di Thurn und Taxis        |                                           |  |  |       |  |  | Federico II Eugenio di Württemberg |  |  |                                   |  |
| Eugenio Federico di Württemberg          |                                           |                                         |                                           |  |  |       |  |  | Federico II Eugenio di Württemberg |  |  |                                   |  |
|                                          |                                           | Federica Dorotea di Brandeburgo-Schwedt | Federico Guglielmo di Brandeburgo-Schwedt |  |  |       |  |  |                                    |  |  |                                   |  |
|                                          |                                           | Federica Dorotea di Brandeburgo-Schwedt | Federico Guglielmo di Brandeburgo-Schwedt |  |  |       |  |  |                                    |  |  |                                   |  |
|                                          |                                           | Federica Dorotea di Brandeburgo-Schwedt | Sofia Dorotea di Prussia                  |  |  |       |  |  |                                    |  |  |                                   |  |
| Eugenio di Württemberg                   |                                           | Federica Dorotea di Brandeburgo-Schwedt |                                           |  |  |       |  |  |                                    |  |  |                                   |  |
|                                          |                                           | Cristiano Carlo di Stolberg-Gedern      | Federico Carlo di Stolberg-Gedern         |  |  |       |  |  |                                    |  |  |                                   |  |
|                                          |                                           | Cristiano Carlo di Stolberg-Gedern      | Federico Carlo di Stolberg-Gedern         |  |  |       |  |  |                                    |  |  |                                   |  |
|                                          |                                           | Cristiano Carlo di Stolberg-Gedern      | Luisa di Nassau-Saarbrücken               |  |  |       |  |  |                                    |  |  |                                   |  |
| Luisa di Stolberg-Gedern                 |                                           | Cristiano Carlo di Stolberg-Gedern      |                                           |  |  |       |  |  |                                    |  |  |                                   |  |
|                                          |                                           | Eleanora di Reuss-Lobenstein            | Enrico II di Reuss-Lobenstein             |  |  |       |  |  |                                    |  |  |                                   |  |
|                                          |                                           | Eleanora di Reuss-Lobenstein            | Enrico II di Reuss-Lobenstein             |  |  |       |  |  |                                    |  |  |                                   |  |
|                                          |                                           | Eleanora di Reuss-Lobenstein            | Giuliana Dorotea Carlotta di Hochberg     |  |  |       |  |  |                                    |  |  |                                   |  |
| Guglielmo Nicola di Württemberg          |                                           | Eleanora di Reuss-Lobenstein            |                                           |  |  |       |  |  |                                    |  |  |                                   |  |
|                                          | Cristiano Alberto di Hohenlohe-Langenburg | Luigi di Hohenlohe-Langenburg           |                                           |  |  |       |  |  |                                    |  |  |                                   |  |
|                                          | Cristiano Alberto di Hohenlohe-Langenburg | Luigi di Hohenlohe-Langenburg           |                                           |  |  |       |  |  |                                    |  |  |                                   |  |
|                                          | Cristiano Alberto di Hohenlohe-Langenburg | Eleonora di Nassau-Saarbrücken          |                                           |  |  |       |  |  |                                    |  |  |                                   |  |
| Carlo Ludovico I di Hohenlohe-Langenburg | Cristiano Alberto di Hohenlohe-Langenburg |                                         |                                           |  |  |       |  |  |                                    |  |  |                                   |  |
|                                          |                                           | Carolina di Stolberg-Gedern             | Federico Carlo di Stolberg-Gedern         |  |  |       |  |  |                                    |  |  |                                   |  |
|                                          |                                           | Carolina di Stolberg-Gedern             | Federico Carlo di Stolberg-Gedern         |  |  |       |  |  |                                    |  |  |                                   |  |
|                                          |                                           | Carolina di Stolberg-Gedern             | Luisa di Nassau-Saarbrücken               |  |  |       |  |  |                                    |  |  |                                   |  |
| Elena di Hohenlohe-Langenburg            |                                           | Carolina di Stolberg-Gedern             |                                           |  |  |       |  |  |                                    |  |  |                                   |  |
|                                          |                                           | Giovanni Cristiano II di Solms-Baruth   | Giovanni Carlo di Solms-Baruth            |  |  |       |  |  |                                    |  |  |                                   |  |
|                                          |                                           | Giovanni Cristiano II di Solms-Baruth   | Giovanni Carlo di Solms-Baruth            |  |  |       |  |  |                                    |  |  |                                   |  |
|                                          |                                           | Giovanni Cristiano II di Solms-Baruth   | Luisa di Lippe-Biesterfeld                |  |  |       |  |  |                                    |  |  |                                   |  |
| Amalia Enrichetta di Solms-Baruth        |                                           | Giovanni Cristiano II di Solms-Baruth   |                                           |  |  |       |  |  |                                    |  |  |                                   |  |
|                                          |                                           | Federica di Reuss-Köstritz              | Enrico VI di Reuss-Köstritz               |  |  |       |  |  |                                    |  |  |                                   |  |
|                                          |                                           | Federica di Reuss-Köstritz              | Enrico VI di Reuss-Köstritz               |  |  |       |  |  |                                    |  |  |                                   |  |
|                                          |                                           | Federica di Reuss-Köstritz              | Henrica Casado de Monteleone              |  |  |       |  |  |                                    |  |  |                                   |  |
|                                          |                                           | Federica di Reuss-Köstritz              |                                           |  |  |       |  |  |                                    |  |  |                                   |  |